# Parco urbano Pineta di Castel Fusano
Il Parco urbano Pineta di Castel Fusano è un'area naturale protetta di 916 ettari situata nel territorio del comune di Roma e istituita nel 1980 dalla Regione Lazio. A partire dal 1996 fa parte della Riserva naturale statale Litorale Romano.
L'area protetta include un'ampia pineta popolata da specie riconducibili alla macchia mediterranea e importanti siti di interesse storico-archeologico come la villa della Palombara, villa Chigi e i resti di un tratto della via Severiana. La pineta è divisa in due parti da via Cristoforo Colombo ed è delimitata a nord ovest dal canale dei Pescatori mentre a sud est confina con la Tenuta presidenziale di Castelporziano.

## Storia
(Antonio Nibby 1837, 450-451)

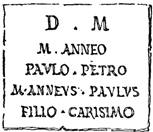
Iscrizione su una tomba dell'antica Via Severiana di Ostia.

L'area occupata dalla pineta era situata tra Ostia e Laurentum e in età imperiale era attraversata dalla via Severiana, voluta nel 198 da Settimio Severo. Alcuni basoli usati per lastricare la strada sono ancora visibili all'interno della pineta. Secondo quanto attestato in Virgilio e Silio Italico il pino era già presente in quella zona. All'interno della pineta la villa della Palombara, erroneamente identificata come villa di Plinio, fu realizzata tra il I secolo a. C. e il III secolo e potrebbe essere appartenuta all'oratore Quinto Ortensio Ortalo.
Nel 1074 la massa Fusana era tra i territori ceduti da papa Gregorio VII all'Abbazia di San Paolo fuori le mura mentre nel 1183 appariva già frazionata in più proprietà tra le quali la porzione data all'abbazia delle Tre Fontane che includeva la chiesa di Santa Maria de Fusano. In epoca medievale alcuni atti dimostrano l'abbondanza di selvaggina e il suo sfruttamento da parte degli ostiensi.
L'area verde faceva parte del circondario del Castello di proprietà della famiglia Orsini. Nel 1453 il casale e la tenuta di S. Maria de Fusano appartenevano alla famiglia dei Papazzurri. L'area fu successivamente di proprietà del Monastero di San Saba, della famiglia Corona, della famiglia dei Fabi del rione Sant'Angelo già nel 1488, e poi dei Mazzinghi. Sul terreno si allevavano cavalli e bufale, mentre il bosco era usato per ricavarne carbone e fascine e per scopi venatori. Nel 1620 Vincenzo Mazzinghi della nazione fiorentina, cedette la porzione detta Tumoleto di Fassano al cardinale Giulio Cesare Sacchetti, membro della famiglia Sacchetti, già affittuaria della limitrofa tenuta di Decima. I Sacchetti riunirono insieme anche la tenuta di Spinerba già della famiglia Theodoli e il Casale di Fusano per un totale di più di 2 000 ettari di terreno nel 1634. Proprio in quegli anni il cardinale Sacchetti fece erigere una piccola villa fortificata su progetto dell'architetto Pietro da Cortona.

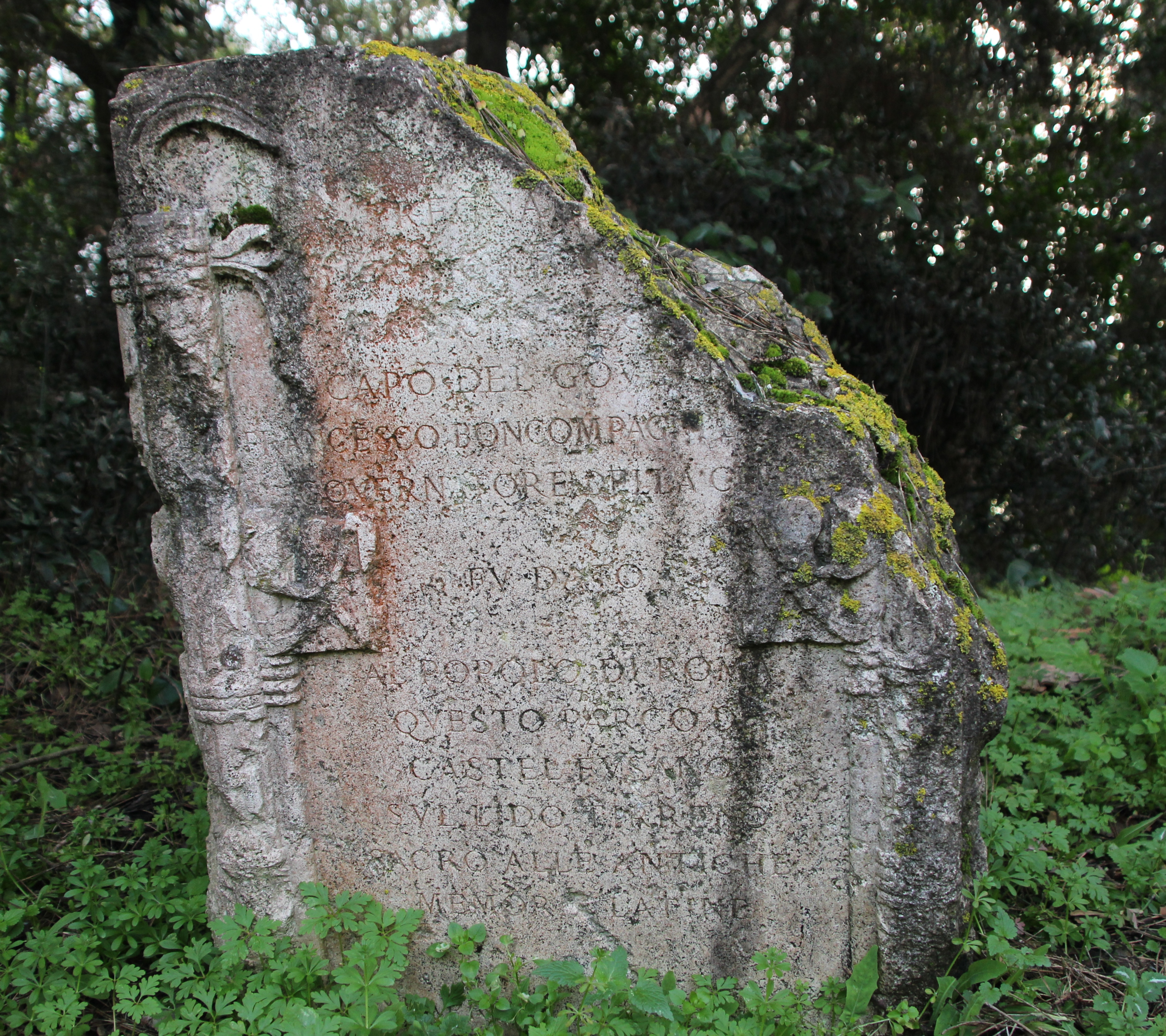
La stele commemorativa dell'inaugurazione della Pineta di Castel Fusano

Nel 1713 i Sacchetti trasformarono l'area in pineta, piantandovi circa 7000 pini domestici (Pinus pinea), e mettendo inoltre a dimora numerosi lecci (Quercus ilex) vicino al mare, ad arricchire la macchia mediterranea sempreverde. Furono piantumati anche olmi, pioppi e salici lungo le sponde dei canali. Nel 1755 il Principe Agostino Chigi acquistò la pineta dai Sacchetti e nel 1888 i Chigi affittarono l'area a re Umberto I. Nel 1932 il Governatorato di Roma acquistò la pineta dal principe Francesco Chigi, che tenne per sé la villa e parte della tenuta, e il 21 aprile 1933 la pineta è stata aperta al pubblico. Dal secondo dopoguerra la Pineta è attraversata dalla via Cristoforo Colombo, che da porta Ardeatina raggiunge la frazione litoranea di Ostia. Il 30 dicembre 1953 iniziò la costruzione di un autodromo comunale poi abbandonato.
La regione Lazio il 26 giugno 1980 ne fece un Parco Urbano. Dal 1987 venne istituita anche la Riserva naturale statale Litorale romano, e con il Decreto Ministeriale istitutivo del 29 marzo 1996 la Riserva accorpò a sé le aree di interesse archeologico, agricolo e ambientale dei comuni di Fiumicino e di Roma, tra cui il Parco Urbano della Pineta di Castel Fusano. Il piano di gestione del Parco civico di Castel Fusano doveva essere approvato entro sei mesi dall'istituzione del parco. Per fare pressione sulle istituzioni locali e per avere una maggiore attenzione al territorio, è stato creato il Comitato Civico Ambiente del XIII Municipio, chiamato anche Comitato Civico Entroterra XIII.

### Gli incendi
La pineta viene spesso colpita dall'azione di piromani o da incendi di origine non identificata. Sono centinaia i focolai di incendi che negli ultimi anni hanno devastato la Riserva. Alcuni, di particolare entità, hanno provocato danni ambientali che nei prossimi decenni saranno difficilmente recuperati se non si intraprende fin da subito una vigorosa azione di riforestazione. 
Il 4 luglio del 2000 300-350 ettari della pineta secolare e della macchia mediterranea sempreverde sono stati colpiti da un incendio, e di questi 280 ettari sono andati completamente distrutti, senza che nuovi pini siano stati ripiantati in quantità significativa. Altri gravissimi incendi che hanno decimato ettari di riserva di pinus pinea ci furono il 9 luglio 2002, da giugno a settembre 2003, l'11 luglio 2004 e il 1º luglio 2005.Nemmeno questi sono stati sostituiti efficacemente. Nel luglio 2008 almeno altri 80 ettari di pineta sono stati distrutti da una serie di roghi di origine dolosa. Il 17 luglio 2017 un altro incendio doloso ha bruciato circa 100 ettari della pineta nelle zone a ridosso di via Cristoforo Colombo, viale della Villa di Plinio e via del Lido di Castel Porziano. Un'adeguata ripiantumazione non c'è stata.
Il Ministero dell'ambiente e della tutela del territorio e del mare ha inserito la Riserva naturale Statale Litorale Romano tra le aree protette da tutelare in base ai Piani AIB (Attività antincendi boschivi) delle Riserve Naturali Statali, in attuazione della Legge 21 novembre 2000, n. 353.

### La devastazione della cocciniglia tartaruga
A partire dal 2018, quel che restava della pineta è stato attaccato dalla cocciniglia tartaruga, un parassita che in pochi mesi riduce un maestoso pino secolare in una carcassa annerita. I necessari interventi fitosanitari o non sono stati attuati, o sono stati realizzati in ritardo e così la devastazione provocata dalla cocciniglia si è estesa alla pineta e allargata anche oltre i confini di Ostia e Castel fusano. In sostituzione dei pini da pinoli uccisi, sono iniziati alcuni limitati interventi di piantumazione di pini di Aleppo, una varietà originaria della Siria che apparentemente è meglio resistente all'attacco della cocciniglia.

## Ambiente

### Flora

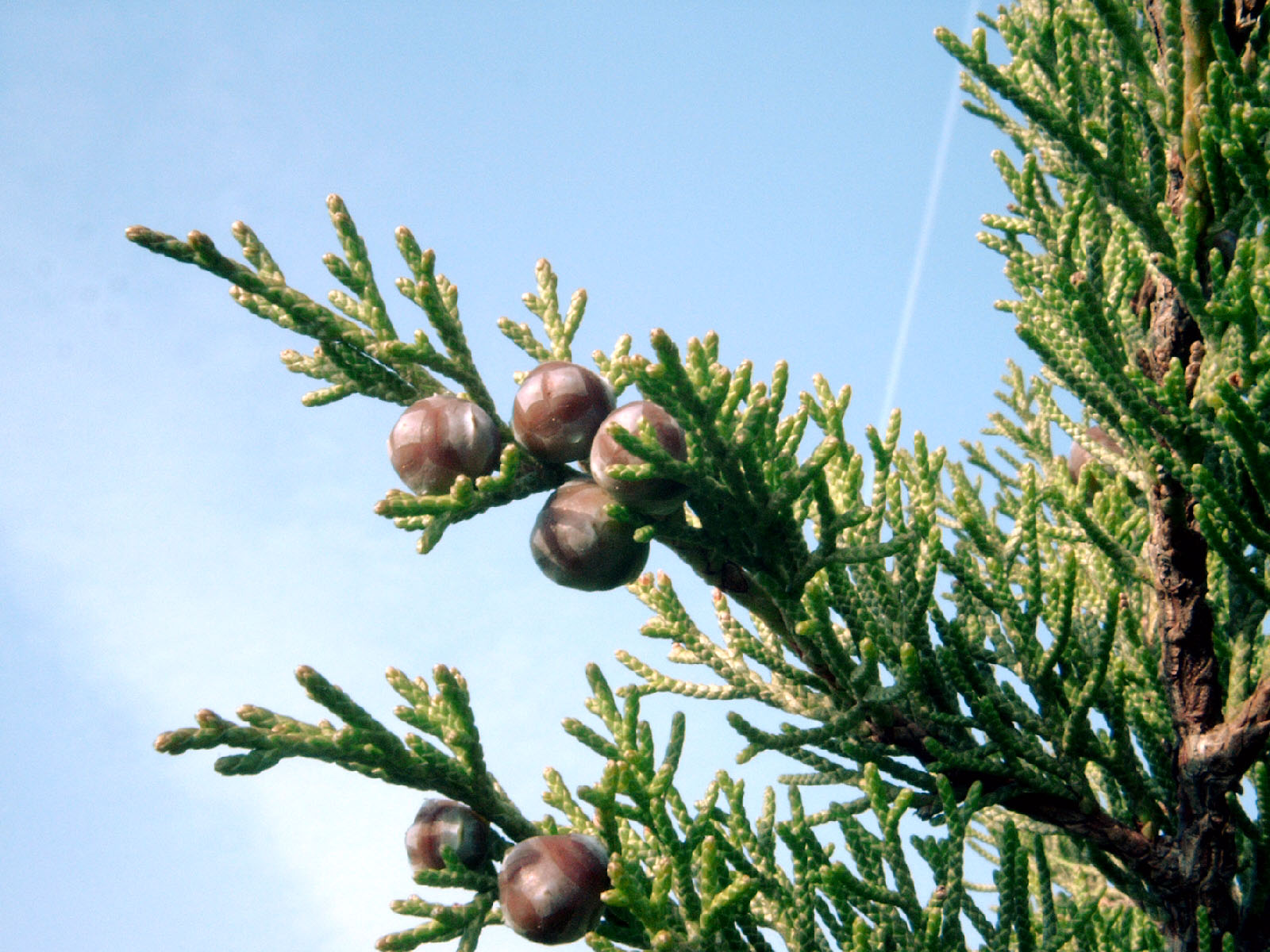
Un ramo di ginepro fenicio (Juniperus phoenicea).

Uno studio floristico da parte di Maria Grazia Guerrazzi ha individuato la presenza di 455 specie suddivise in 272 generi e 73 famiglie.
Forte la presenza, all'interno della macchia mediterranea sempreverde, di lecci e di pini domestici (Pinus pinea) introdotto dall'uomo nei secoli scorsi. Si possono osservare, tra le varie specie, il corbezzolo, il lentisco, la fillirea, l'erica arborea, il mirto, l'alaterno, il ginepro fenicio, il rosmarino e l'osiride.
Sono presenti nel sottobosco piante di asparagi, la cui raccolta è però vietata.

### Fauna

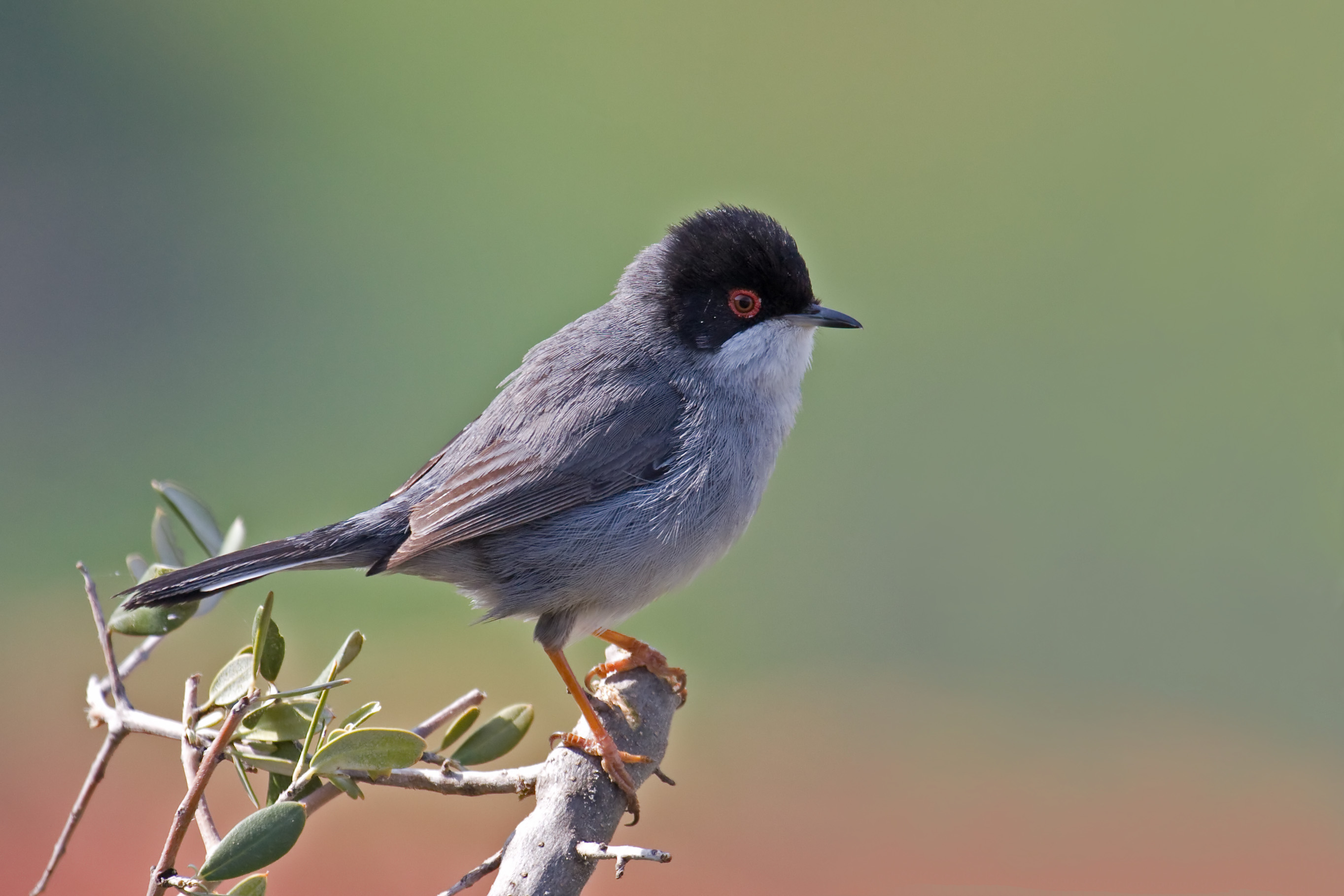
Un occhiocotto (Sylvia melanocephala).

L'area era fin dall'antichità ricca di selvaggina e uccelli. In alcuni periodi l'eccessivo sfruttamento venatorio portò le autorità locali a emettere dei divieti di caccia per le popolazioni limitrofe; per esempio, il 5 giugno 1277 si fece "divieto di uccellare e transitare senza autorizzazione". La famiglia Sacchetti, in seguito, ripristinò l'autorizzazione "ad uccellare e a cacciare cinghiali, caprioli, cervi, lepri, istrici, e ricci", ma l'attività fu probabilmente eccessiva dato che un secolo dopo un chirografo di papa Benedetto XIII istituì nuovamente la riserva di caccia con pene severe per chi contravveniva.
Nel passato erano presenti grandi mammiferi oggi estinti nell'area: il cervo (Cervus elaphus), il capriolo (Capreolus capreolus), il daino (Dama dama).
Attualmente si incontrano volpi (Vulpes vulpes), il cinghiale (Sus scrofa),donnole, faine, ricci (Erinaceus europaeus), istrici (Hystrix cristata), talpe (Talpa europaea), conigli selvatici (Oryctolagus cuniculus) e tassi. Sull'area sono presenti anche numerosi volatili, come picchi, upupa (Upupa epops), capinere (Sylvia atricapilla), scriccioli (Troglodytes troglodytes), occhiocotti (Sylvia melanocephala), pettirossi, codirossi (Phoenicurus phoenicurus), cuculi, picchi, cannaiole (Acrocephalus scirpaceus), garzette (Egretta garzetta), aironi (Ardea purpurea e Ardea cinerea), martin pescatori (Alcedo atthis), gallinelle d'acqua (Gallinula chloropus), cavalieri d'Italia (Himantopus himantopus), altre specie tipiche della macchia mediterranea.
Nel 1986 sulla fauna è stato fatto uno studio da Italia Nostra, ma già in precedenza erano stati compiuti studi sull'avifauna, in particolare tra il 1930 e il 1938 da parte dell'Osservatorio Ornitologico di Castel Fusano. Si possono incontrare anche specie di insetti rari.